# アルホルモテロール
アルホルモテロール（英：Arformoterol）はBrovanaなどの商品名で販売されている、慢性閉塞性肺疾患（COPD）の治療に使用される薬剤である。
長時間作用型β2アドレナリン受容体作動薬（LABA）で、ホルモテロールの活性(R,R)-(−)-光学異性体である。米国では2006年10月に医療用として承認された。後発医薬品として利用可能である。

## 医療用
アルホルモテロールは、慢性閉塞性肺疾患（COPD）患者における気管支収縮の維持療法に適応がある。